# 187-й отдельный танковый полк
187-й отдельный танковый полк, воинское подразделение СССР в Великой Отечественной войне.
Полк сформирован 15.07.1943 года на Западном фронте путём переформирования 187-й танковой бригады
Участвовал в Смоленской стратегической операции. С 07 по 11.08.1943 года ведёт бои в районе Рисова — Насоново (Смоленская область). Осенью 1943 года, переброшен на юго-западное направление, участвовал в битве за Днепр(?). В 1944 году участвовал в освобождении Правобережной Украины.
В феврале 1944 года переформирован в 1289-й самоходно-артиллерийский полк

## Полное название
187-й отдельный танковый полк

## Подчинение
- Западный фронт, 68-я армия — на 01.08.1943 года
- Западный фронт, фронтовое подчинение — на 01.09.1943 года
- 3-й Украинский фронт, фронтовое подчинение — на 01.11.1943 года
- 3-й Украинский фронт, 46-я армия — на 01.01.1944 года.
- Резерв Ставки ВГК — на 01.02.1944 года

## Внешние ссылки
- Справочник
- Танковые полки на сайте Танковый фронт